# هیئت نظارت بر مطبوعات
هیئت نظارت بر مطبوعات نهادی در جمهوری اسلامی ایران که دبیرخانه آن در وزارت فرهنگ و ارشاد اسلامی مستقر شده‌است. این نهاد به موجب مواد ۱۰ و ۱۱ قانون مطبوعات شکل گرفته‌است. بر اساس ماده ۱۱، رسیدگی به درخواست صدور پروانه و تشخیص صلاحیت متقاضی و مدیر مسئول به عهده این هیئت است و در صورتی که صاحب پروانه یکی از شرایط مقرر در قانون مطبوعات را از دست بدهد، به تشخیص هیئت نظارت پروانهٔ نشریه لغو می‌شود.

## اعضا
اعضای هیئت نظارت بر مطبوعات، طبق قانون مطبوعات باید «از افراد مسلمان و صاحب صلاحیت علمی و اخلاقی لازم و مؤمن به انقلاب اسلامی می‌باشند» و شامل:
- یکی از قضات به انتخاب رئیس قوه قضاییه
- وزیر فرهنگ و ارشاد اسلامی یا نماینده تام‌الاختیار وی
- یکی از نمایندگان مجلس شورای اسلامی به انتخاب مجلس
- یکی از استادان دانشگاه به انتخاب وزیر فرهنگ و آموزش عالی
- یکی از مدیران مسئول مطبوعات به انتخاب آنان
- یکی از اساتید حوزه علمیه به انتخاب شورای عالی حوزه علمیه قم
- یکی از اعضای شورای عالی انقلاب فرهنگی به انتخاب آن شورا،

### اعضای کنونی
- غلامرضا منتظری، از طرف مجلس[۳]
- امیر قطبی، از طرف قوه قضائیه[۴]
- پدرام پاک آیین، از طرف مدیران مسئول مطبوعات[۵]
- محسن قمی، به انتخاب شورای عالی انقلاب فرهنگی[۶]
- محمودرضا جمشیدی، از طرف حوزه علمیه قم[۷]